# Allée couverte von Loc’h ar Pont
Die verstürzte und überwachsene Allée couverte von Loc’h ar Pont (auch Ty Corriganet von Coat Menez Guen genannt) liegt eine Meile nördlich von Melgven in der Nähe einer Brücke über den Aven im Département Finistère in der Bretagne in Frankreich.

## Beschreibung
Es ist eine Allée couverte des Typs arc-boutée bzw. à dalles inclinées, eine Anlage aus sich strebewerkartig stützend aufgestellten Steinplatten, die es nur in der Bretagne gibt. Die etwa 13,0 Meter lange und 2,5 Meter breite Anlage liegt in den Überresten ihres Hügels. Drei große Deckenplatten liegen auf 16 verstürzten Tragsteinen.

## Ähnliche Anlagen
Ähnliche Anlagen sind Castel-Ruffel in Saint-Goazec, Kerantiec in Riec-sur-Belon, die Loge-au-Loup bei Trédion oder Ti ar C’horriged in Plobannalec-Lesconil zu sehen.
In der Nähe liegen der Dolmen von Cosquer (nicht zu verwechseln mit dem gleichnamigen Dolmen in Plouharnel), die Allée couverte von Coat Luzuen und die Allée couverte von Moulin René.